# Verax
Verax è un cortometraggio del 2013 riguardante le divulgazioni fornite dall'informatico statunitense Edward Snowden. Della durata di 5:23 minuti, è stato prodotto da registi amatoriali ad Hong Kong e pubblicato su YouTube nel giugno 2013. Il titolo del film deriva dal nome in codice che Snowden aveva attribuito a se stesso e che in latino significa "narratore di verità". È stato prodotto dal gruppo J.Shot Video e, secondo i produttori, questo è stato il primo film mai prodotto su Snowden.

## Trama
Il film è suddiviso in quattro parti. La prima ritrae alcuni dipendenti della CIA intenti a discutere del caso Snowden. La seconda rappresenta un giornalista che scambia messaggi con Snowden. La terza vede gli agenti di polizia di Hong Kong e i dipendenti del Ministero della Sicurezza di Stato che discutono per trovare Edward Snowden. La quarta ritrae i personaggi in attesa di Snowden e la sua successiva rivelazione ai media. La fine del film include estratti di un'intervista di Snowden rilasciata al The Guardian, mentre le didascalie finali affermano che Snowden partì Hong Kong il 23 giugno. Nel film appaiono l'hotel Mira, dove Snowden soggiornò, e un cubo di Rubik, un elemento che, secondo l'Agence France-Presse, "Snowden utilizzò spesso per identificarsi con un giornalista del Guardian". Marcus Tsui, uno dei registi del progetto, ha descritto il film come un' "istantanea temporale".
Andreas Wiseman, giornalista di Screen Daily, ha scritto che la trama utilizza "un elevato livello di licenza creativa".

## Ideazione e motivazioni
Il film è stato creato da espatriati provenienti da Australia, Canada, Irlanda e Stati Uniti. I produttori sono stati Jeff Floro, Edwin Lee, Shawn Tse e Marcus Tsui. Lee, un cittadino irlandese, è l'unico regista professionista coinvolto, responsabile della redazione e direttore della fotografia. Lee aveva lavorato come giornalista in televisione e aveva collaborato con il South China Morning Post e ATV Home. L'11 luglio 2013, due giorni dopo la rivelazione dell'identità di Snowden, Edwin Lee informò i suoi amici sulla possibilità di fare un film. Lee e Tsui ne crearono la sceneggiatura un giorno prima delle riprese, pertanto gli attori non ebbero tempo per provare i loro ruoli.
Secondo i produttori, il film era destinato ad essere un omaggio ad Hong Kong. Lee ha dichiarato: "Siamo rimasti molto incuriositi sul perché Snowden sia venuto a Hong Kong. Tutti noi amiamo Hong Kong a morte; tutti noi chiamiamo Hong Kong casa" I registi, sulla pagina YouTube del gruppo, dichiararono: "Mentre quasi tutti i media volevano mettere le mani su di lui, noi abbiamo deciso di produrre un breve video di fantascienza per descrivere la sua esperienza a Hong Kong e come avrebbe influenzato certi aspetti. Ad esempio, il contingente della CIA con sede a Hong Kong che avrebbe dovuto trovare Snowden. La polizia di Hong Kong che sarebbe stata bloccata tra gli Stati Uniti e la Cina ed i giornalisti che volevano ottenere lo scoop" Secondo Tse, originario di Toronto e laureato alla York University che ha lavorato come insegnante ad Hong Kong, il gruppo ha cercato di dare alla città la ribalta che si merita, oltre ad aver affermato che era stata inizialmente considerata l'idea di una commedia vera e propria, una parodia o un thriller nello stile di Jason Bourne; in ultima analisi, si è optato per una rappresentazione che potesse spiegare sinteticamente gli eventi. Successivamente, Lee ha affermato di essersi ispirato ai film di Bourne e Michael Mann.
Per quanto riguarda la presenza di Snowden, i realizzatori hanno affermato che nonostante quest'ultimo sia un personaggio centrale, non è il più importante, poiché il tema principale dell'opera è il vortice di eventi che lo circondano. Ciò avviene perché i produttori sapevano troppo poco di Snowden se stesso per potergli attribuire un ruolo più importante nella storia, infatti Lee ha affermato che il film si concentra più sulle "vignette" che sul personaggio e che Snowden funge solo da catalizzatore per gli eventi che interessano gli altri personaggi.
I quattro registi hanno dichiarato di non avere motivazioni politiche, tanto che Shawn Tse affermò che "Sapevamo fin dal get-go che questo film sarebbe stato il più neutrale possibile e sviluppato in modo tale da cercare di non violare quello che abbiamo pensato Snowden stesse cercando di fare, perché in realtà non avevamo davvero idea". Cassandra Chan, che ha collaborato come produttore associato, ha dichiarato che "il governo degli Stati Uniti ha abusato internet, quindi la nostra risposta è quella di utilizzare la potenza di Internet per auspicabili buone ragioni".
Dean Napolitano, giornalista del The Wall Street Journal, ha scritto che il film "fa osservazioni sottili sul rapporto a volte teso di Hong Kong con la Cina continentale e sulla politica "una Cina, due sistemi", sottolineata in una scena in cui un funzionario della sicurezza del governo centrale cinese grida ordini agli agenti di polizia hongkonghesi". Durante la scena di cui sopra, il funzionario dalla terraferma parla mandarino, mentre i funzionari di Hong Kong parlano cantonese. Lee ha dichiarato che la scena era "veicolo per rappresentare il rapporto (di Hong Kong) con la Cina" e, come parafrasato da Alexis Lai della CNN, "l'oscurità del ruolo di Pechino nella vicenda Snowden". Per quanto riguarda la scena, Lee ha dichiarato: "Affermare che la Cina non stesse tirando la corda sarebbe ingenuo... Anche se questo ci dà autonomia, è sempre Pechino che chiama i colpi". Ufficialmente i funzionari del governo continentale hanno affermato che in alcun modo hanno influenzato le decisioni delle autorità di Hong Kong.
Dal 1º luglio 2013, Edwin Lee ha affermato che, a causa dell'abbandono di Hong Kong da parte di Snowden, non ci sono piani per la scrittura di un seguito. Dal 29 luglio 2013, i realizzatori avevano in programma di mostrare il loro film al festival del cinema, considerando anche l'idea di produrre un sequel, smentendo le precedenti affermazioni.

## Riprese e costi
Il film è stato girato in circa tre giorni. Al momento delle riprese, Snowden era nascosto all'interno di Hong Kong, mentre entro la fine della produzione era fuggito in Russia. Agence France-Presse ha dichiarato che il film "è rimasta fedele alle posizioni effettive di Hong Kong, dove Snowden come riferito è stato visto". Alcune scene sono state girate all'Hotel Mira. Diversi interni di uffici sono stati utilizzati per altre scene, mentre una società di lingerie ha inoltre permesso che i registi usassero i loro spazi.
Edwin Lee ha affermato che lo stile delle riprese ha provocato "un sacco di adrenalina...era tutto molto in stile guerriglia cinematografica" e ha descritto lo stile come un docu-drama. Napolitano ha detto che "in un certo senso assomiglia a un moderno dramma criminale di Hong Kong, con il suo dialogo tecnico nelle sale conferenze sterili, fotografia time-lapse e accenni del famoso skyline della città". Jonathan DeHart, giornalista di The Diplomat, ha dichiarato che l'uso del time-lapse, i panorami di Hong Kong, e lo stile della "telecamera traballante" ricordano le caratteristiche dei film di spionaggio. Il film ha utilizzato solo fotografie originali, ad eccezione di due scatti acquisiti da Pond5.
Il 28 giugno 2013 i realizzatori non avevano ancora determinato il costo totale del film. La loro stima era di circa 5.000 HKD (circa 641 $). Il 1º giugno 2013 Patrick Frater di Variety ha dichiarato che il costo totale è stato di 4200 HKD (550 $). Adam Withnall del Belfast Telegraph ha affermato che il bilancio è stato di 645 $ o circa 420 £
, dove un soggiorno di una notte al Mira Hotel rappresentava l'elemento più costoso e occupava da solo circa un terzo del budget. I realizzatori hanno dichiarato che non hanno prodotto il film per ottenere un ritorno sul loro investimento, mentre Jeff Floro, che lavora nella finanza, ha detto di aver addirittura perso dei soldi investendo sul film.
Dean Napolitano ha scritto che "Il film non è solo un bel "Saturday Night Live", ma non è nemmeno un brillante thriller dato il suo cast di non-attori e micro budget". La Voce della Russia ha dichiarato che il "lavoro della macchina fotografica traballante" e l'utilizzo degli attori locali "ricordano le serie di spionaggio di Jason Bourne". Patrick Frater di Variety ha scritto che il film aveva "valori di produzione forti, guidando musica e spettacoli di recitazione un po' più amatoriali". Alexis Lai della CNN ha detto che il film "è sorprendentemente sofisticato, con splendidi panorami time-lapse della città e scatti che ricordano Hollywood".

## Cast
Il cast del film è composto da amici dei quattro registi. Andrew Cromeek, un venticinquenne americano insegnante d'inglese di Chester, ha preso il ruolo di Snowden. In precedenza aveva recitato in un film commerciale e in uno studentesco. I realizzatori avevano anche esaminato eventuali loro amici che fossero lontanamente simili a Snowden. Cromeek, tuttavia, venne ritenuto il più adatto, nonostante egli stesso non si sentisse affatto simile al protagonista.
Croomek si lasciò crescere la barba per diversi giorni prima di recarsi da un barbiere ad Hong Kong, al quale diede una fotografia di Snowden per ottenere un taglio di capelli simile. Secondo Tse, il parrucchiere avvertì Cromeek di stare attento affinché non fosse scambiato per Snowden, tanta era la somiglianza. L'insegnante quindi si colorò i capelli utilizzando della vernice spray color oro, indossò degli occhiali da vista, tagliò la barba ed il giorno delle riprese si fece applicare finti nei sul collo tramite makeup.

## Distribuzione e critica
Il film è uscito su YouTube martedì 25 giugno 2013. Diverse pubblicazioni hanno contattato il gruppo di produttori per le interviste, con il Wall Street Journal in prima fila e l'Agence France-Presse e il Los Angeles Times al seguito, facendo impennare di conseguenza l'interesse per il film. Al 28 giugno aveva ottenuto oltre 5.000 visualizzazioni ed il 30 giugno erano arrivate a oltre 8.500. Il 2 luglio il video ha ottenuto oltre 89.000 visualizzazioni. Entro il 16 luglio era arrivato a quota oltre 220.000 visite, mentre due settimane dopo ne aveva raggiunte quasi 250.000.
Luke Buckmaster, della rivista politica online Crikey, ha dichiarato che "il vantaggio più grande di Verax è la sua vetrina di efficacia narrativa, di ottenere punti chiave attraverso l'uso di un linguaggio e una disposizione delle immagini atte a sollecitare la logica (risposte non necessariamente emozionali) e di farlo senza bisogno di sottolinearlo eccessivamente". Jin Jiabao della China Central Television ha dichiarato che gli eventi del film "sono stati trattati con grande chiarezza".
Stephanie Ip della Associated Press ha scritto che il film inizialmente ha guadagnato popolarità, ma dal 29 luglio 2013 "gli elogi hanno lasciato il posto alla critica, con molti spettatori che hanno rimproverato i quattro registi per il lavoro amatoriale e per il cattivo casting". Lo stesso concetto è stato ribadito da Adam Withnall sul The Belfast Telegraph, mentre il The Independent ha dichiarato che "un pubblico internazionale più ampio non è stato così indulgente sulle sue stranezze meno-che-professionali". Il cast del programma televisivo New Day ha dichiarato: "Speriamo che [Andrew Cromeek] e il resto del cast siano migliori nei loro veri lavori".
Per quanto riguarda le critiche, Andrew Cromeek ha sostenuto che i registi non si aspettassero di ottenere una grande quantità di attenzione su YouTube e che i registi non erano professionisti. Cromeek ha dichiarato inoltre "Penso che il modo in cui è stato girato fosse piuttosto fresco. Siamo tutti attori non professionisti. Abbiamo fatto tutti una sola ripresa. È stato un po' tipo "azione, vai, OK, buona". Quindi è giusto così. È del tutto OK se le persone sono del tipo "È il peggior modo di recitare del mondo". È assolutamente giusto per me". Ip ha scritto che Verax "è un motivo di orgoglio per gli amici che lo hanno realizzato, anche quando riconoscono i suoi limiti".